# Kebnetjåkka
Kebnetjåkka, nordsamiska Giebmečohkka, är ett berg med en höjd på 1765 m.ö.h och ligger i den östra delen av Kebnekaisemassivet.
Kebnetjåkkas topp ligger ca 1,5 km öst om Kebnekaises sydtopp och ca 4,5 km nordväst om Kebnekaise fjällstation. Norr om Kebnetjåkka ligger storglaciären, öster om berget ligger Tarfaladalen.
Kebnetjåkkas lilltopp med en höjd på 1533 m ö.h. är ett populärt utflyktsmål från Kebnekaise fjällstation.
På den östra sidan av Kebnetjåkka ligger en högalpin högplatå med en höjd på ca 1400 m ö.h. Väster om Kebnejåkka ligger Björlings glaciär och på Kebnetjåkkas sydsida ligger Kebnetjåkkaglaciären som är en liten smältande nischglaciär.